# Rocher
Rocher település Franciaországban, Ardèche megyében. Lakosainak száma 296 fő (2022. január 1.). Rocher Chassiers, Chazeaux, Joannas és Prunet községekkel határos.

## Népesség
A település népessége az elmúlt években az alábbi módon változott:
| Lakosok száma | 205  | 244  | 260  | 269  | 284  | 277  | 270  | 276  | 275  | 296  |
|               | 1968 | 1982 | 1990 | 2006 | 2013 | 2015 | 2017 | 2019 | 2020 | 2022 |